# بازاریابی اخلاقی
بازاریابی اخلاقی به کاربرد اخلاق بازاریابی در فرایند بازاریابی اشاره دارد. به‌طور خلاصه، اخلاق بازاریابی به بررسی فلسفی، از منظر اخلاق، به موضوعات خاص بازاریابی که دارای قضاوت اخلاقی هستند، اشاره دارد. بازاریابی اخلاقی معمولاً منجر به ایجاد جامعه تجاری مسئولیت پذیرتر و دارای حساسیت فرهنگی می‌شود. استقرار اخلاق در بازاریابی این امکان را فراهم می‌کند که در کل جامعه، چه در کوتاه مدت و چه در طولانی مدت، مفید باشد. بازاریابی اخلاقی باید بخشی از اخلاق تجاری باشد به این معنا که بازاریابی قسمت قابل توجهی از هر مدل تجاری را تشکیل می‌دهد. مطالعه بازاریابی اخلاقی باید در اصول اخلاقی کاربردی گنجانده شود و شامل بررسی اینکه آیا نماینده یک محصول یا سرویس به صورت صادقانه و واقعی و در چارچوب ارزشهای فرهنگی و اجتماعی ارائه می‌دهد یا خیر.
این مزایای کیفی سبب آن است که مشتریان خود را ارتقا می‌بخشد، که سایر شرکت‌ها، محصولات یا خدمات مشابه قادر به تشخیص آن نیستند. نگرانی در مورد مسائل اخلاقی، مانند اشتغال کودکان، شرایط کار، روابط با کشورهای جهان سوم و مشکلات زیست‌محیطی، نگرش جهان غرب نسبت به یک طرز تفکر با مسئولیت اجتماعی را تغییر داده‌است. این امر بر شرکتها تأثیر گذاشته و پاسخ آنها این است که محصولاتشان را به روشی با مسئولیت اجتماعی به بازار عرضه کنند.
روند فزاینده تجارت عادلانه نمونه ای از تأثیر بازاریابی اخلاقی است. در نظرسنجی شاخص قیمت خریداران اخلاقی (۲۰۰۹)، تجارت عادلانه محبوب‌ترین نمایش دهنده اخلاقی بود. همچنین نشان داد که بسیاری از مصرف‌کنندگان به ادعاهای سبز اعتماد ندارند. (ایده تجارت عادلانه این است که مصرف‌کنندگان قیمت کالای تضمین شده را به گروه کوچکی از تولیدکنندگان بپردازند، تولیدکنندگان توافق می‌کنند که بهای کار عادلانه بپردازند و محیط زیست را حفظ کنند - یک معامله عادلانه برای همه)
فلسفه بازاریابی با این گرایش اخلاقی تازه، از بین نمی‌رود؛ بلکه امیدوار است با تقویت ارزشهای مثبت برند تجاری، ایجاد یک برند قوی شهروندی، وفاداری مشتری را جلب کند. با این حال، این طرز تفکر جدید، چالش‌های جدیدی را برای بازاریاب قرن ۲۱ ایجاد می‌کند، از جمله اختراع و توسعه محصولات برای افزودن مزایای طولانی مدت بدون کاهش کیفیت مطلوب محصول.
بسیاری از برندها سعی در استفاده از اخلاق داشتند تا خود را مسئول جلوه دهند، و اغلب ادعاهای تغییر یافته محیطی که منجر به اصطلاح «شست‌وشوهای سبز» شده‌است. در تحقیقات نشان داده شده‌است که مصرف‌کنندگان حتی کمتر از تبلیغات معمولی به ادعاهای اخلاقی به تبلیغات اعتماد دارند. توجه رسانه‌ها به اخلاق باعث شده‌است که بسیاری از برندهای برتر از تحریم‌های مصرف‌کننده رنج ببرند. اگرچه بسیاری از برندها سعی کرده‌اند از مسائل سبز استفاده کنند، اما در ۲/۳ تحقیقات ذکر شده‌است که مصرف‌کنندگان بیشتر به ادعاهای اخلاقی مربوط به مردم پاسخ می‌دهند تا به محیط.
بازاریابی اصول اخلاقی نباید با مقررات دولتی که برای بهبود رفاه مصرف‌کنندگان به کار گرفته می‌شوند، مانند کاهش انتشار دی‌اکسید گوگرد برای بهبود کیفیت هوا، اشتباه گرفته شود. آیین‌نامه دولت یک راه حل حقوقی است که برای کاهش یا اصلاح یک مسئله اخلاقی مانند آلودگی هوا که همه ما به‌طور مشترک با آن مواجه هستیم، در نظر گرفته شده‌است. بازاریابی اخلاقی روشن گرایانه زمانی کار می‌کند که شرکت و بازاریاب پیشرفتهای بیشتری را برای بشریت تشخیص دهند که هیچ ارتباطی با آنچه توسط دولتها یا افکار عمومی اعمال می‌شود، ندارد. به عنوان مثال گروه کوپ از سرمایه‌گذاری در تنباکو، خز و هر کشوری که دارای رژیم‌های ظالمانه است، خودداری می‌کند.

## بیشتر خواندن
- 978-0-13-184814-6
  -     - Fan, Y. (2005). "Ethical branding and corporate reputation - Corporate Communication: 10:4". Corporate Communications. Emerald Group Publishing Limited: 341–350. doi:10.1108/13563280510630133. ISSN 1356-3289. {{cite journal}}: |hdl-access= requires |hdl= (help)
- سرافین، لین. (۲۰۱۱). ۷ بخشش بازاریابی: چگونه می‌توان با تغییر روش فروش ما بشریت و کره زمین را شفا داد. لندن: بشریت ۱ مطبوعات.شابک ‎۹۷۸۰۹۵۶۸۵۷۸۰۴شابک 9780956857804شابک ‎۹۷۸۰۹۵۶۸۵۷۸۰۴.